# Nancy Wilson (Theologin)

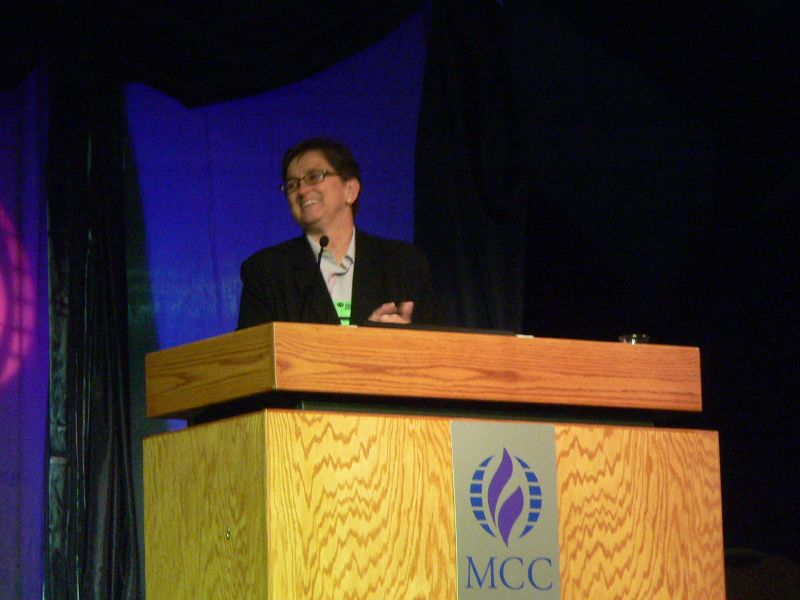
Nancy Wilson, 2007

Nancy L. Wilson (* 1950) ist die US-amerikanische Moderatorin der Metropolitan Community Church (MCC) und Autorin mehrerer theologischer Bücher.
Am 29. Oktober 2005 wurde sie in der Washington National Cathedral als Moderatorin der MCC als Nachfolgerin von Troy Perry eingeführt. Die vorherige Wahl fand auf der Churchs General Conference in Calgary, Alberta, im Juli 2005 statt, wo sie als einzige Kandidatin eine überwältigende Mehrheit der Wahlstimmen erhielt.

## Biographie
Wilson studierte an der Boston University School of Theology mit einer Rockefeller Fellowship. Sie erhielt einen Master of Divinity von der SS. Cyril und Methodius Seminar in Detroit.
Wilson diente seit vielen Jahren in der Metropolitan Community Church. Sie war als Pastorin in den MCC Kongregationen in Florida, Massachusetts, Michigan und Kalifornien tätig. In der Vergangenheit diente sie schwerpunktmäßig an der MCC Kirche in Los Angeles, der Gründungskirche der MCC. Wilson war die jüngste Person, die jemals in den Board of Elders 1976 in der MCC gewählt wurde. Seit 1976 dient sie mit einer Unterbrechung von 2003 bis 2005 im Board of Elders.
Wilson lebt mit ihrer Ehefrau Dr. Paula Schoenwether seit über 27 Jahren zusammen, die sie im Bundesstaat Massachusetts, wo die Ehe homosexuellen Paaren seit Mai 2005 offensteht, heiratete. Beide arbeiten an der Gleichstellung von homosexuellen Ehen mit heterosexuellen Ehen.
Bevor Wilson der MCC beitrat, war sie ein aktives Mitglied in der United Methodist Church.

## Ökumene und Menschenrechtsarbeit
Wilson fühlt sich in ihrer Arbeit eng verbunden mit ökumenischer Arbeit und dem Engagement für Menschenrechte. Von 1979 bis 1999 diente sie als MCCs Chief Ecumenical Officer und repräsentierte die MCC an der National Council of Churches of Christ und am Ökumenischen Rat der Kirchen. 1987 repräsentierte Wilson die MCC am bilateralen Dialog der römisch-katholischen Kirchen und den lutherischen Kirchen in Columbia, South Carolina, wo sie den damaligen Kardinal Josef Ratzinger traf.
Ebenso ist sie aktiv im Engagement von HIV-Themen, Gefangenenprogrammen und der Frauenbewegung. Wilson ist die Gründerin der MCC Conference for Women in Professional Ministry. 1979 nahm sie teil am Treffen von LGBT-Aktivisten im Weißen Haus mit Präsident Carter.
Wilson tritt als Gastrednerin an der Earl Lectures an der Pacific School of Religion (Berkeley, Kalifornien), an der Harvard Divinity School, an der Vanderbilt Divinity School, am Allegheny College, am Claremont School of Theology und an der University of Southern California auf.

## Werke
- Our Tribe: Queer Folks, God, Jesus, and the Bible (Alamo Press)
- Amazing grace: stories of lesbian and gay faith. 1991, Co-Autorin mit Malcolm Boyd
- Poems and Prayers in Race and Prayer, editiert von Malcolm Boyd und Chester Talton (Morehouse Press)